# Hashkiveinu
Hashkiveinu è un'opera per cantore solista (tenore), coro misto e organo composta da Leonard Bernstein nel 1945. L'opera dura sei minuti e utilizza il testo della preghiera del servizio serale del Shabbat ebraico. Il lavoro è in ebraico e la partitura traslitterata utilizza la pronuncia ashkenazita.

## Commissione
Hashkiveinu è il risultato di un progetto commissionato dal 1943 al 1976 dal Cantore Dr. David Putterman per una serie di musica contemporanea alla Park Avenue Synagogue di New York City. Putterman credeva fermamente che la musica della sinagoga, in particolare quella americana, sarebbe durata solo grazie all'adattamento ed alla creatività. Nella prefazione a Synagogue Music by Contemporary Composers, Putterman scrisse:
Il libro di preghiere ebraico di oggi è il risultato dello sviluppo nel corso dei secoli e riflette lo spirito ebraico di queste epoche; allo stessa maniera, la musica della Sinagoga è un vero e proprio tesoro in crescita dai tempi biblici ad oggi. La musica contenuta in questo volume non vuole sostituire i tradizionali modi di preghiera fissi, ma piuttosto vuole arricchire la musica del nostro tempo.
Al momento della messa in servizio, il rabbino della sinagoga di Park Avenue era Milton Steinberg. Steinberg scrisse: "La conservazione e la riconquista del passato della musica ebraica. Il suo adattamento al presente musicale. Lo stimolo della nuova creatività musicale ebraica".

## Premiere
L'Hashkiveinu di Bernstein fu eseguito per la prima volta l'11 maggio 1945 alla sinagoga di Park Avenue con il Cantore Putterman. Noel Straus commentò: "L'esteso Hashkiveinu (Preghiera per la protezione divina) di Mr. Bernstein è stato notevole per la sua forza drammatica, i suoi colori e i contrasti netti di dinamica e umore".

## Struttura
Le sezioni esterne sono dominate dagli ingressi cantoriali solisti e corali imitativi nel modo frigio. L'eterofonia canonica, tuttavia, mantiene una relativa stasi e calma evocando gli elementi pacifici e notturni della preghiera. La sezione centrale a cappella è composta policoralmente con intensità ritmica alla Stravinskij.